# 바레인의 주

바레인의 행정 구역

바레인은 4개 주로 구성되어 있다. 2002년 7월 3일에 실시된 행정 구역 개편에 따라 5개 주가 신설되었으며 행정 구역 개편 이전에는 12개 지방 자치체로 구성되어 있었다. 중부주는 2014년 9월 25일을 기해 폐지되었고 수도주와 북부주, 남부주에 합병되어 오늘에 이른다.
- 수도주
- 무하라크주
- 북부주
- 남부주